# Биляр-Озерское сельское поселение
Биляр-Озерское се́льское поселе́ние — муниципальное образование в Нурлатском районе Татарстана Российской Федерации.
Административный центр — село Биляр-Озеро.

## История
Статус и границы сельского поселения установлены Законом Республики Татарстан от 31 января 2005 года № 32-ЗРТ «Об установлении границ территорий и статусе муниципального образования "Нурлатский муниципальный район" и муниципальных образований в его составе».

## Население
| 2010 | 2011  | 2012  | 2013  | 2014 | 2015 | 2016 |
| ---- | ----- | ----- | ----- | ---- | ---- | ---- |
| 1062 | ↘1057 | ↗1670 | ↘1007 | ↘994 | ↘984 | ↘956 |
| 2017 | 2018  |       |       |      |      |      |
| ↘951 | ↘935  |       |       |      |      |      |

## Состав сельского поселения
| № | Населённый пункт | Тип населённого пункта       | Население |
| - | ---------------- | ---------------------------- | --------- |
| 1 | Биляр-Озеро      | село, административный центр |           |
| 2 | Ерыкла           | село                         |           |